# 2969 Mikula
2969 Mikula este un asteroid din centura principală, descoperit pe 5 septembrie 1978 de Nikolai Cernîh.